# La subrettina nel paese delle meraviglie
La subrettina nel paese delle meraviglie è il quarto album  di Lisa Fusco pubblicato nel 2003. Raccoglie i brani della trasmissione Pirati Show.

## Tracce
- A' farfalla e Mustafà (Coppola-Fusco-Calfizzi)
- Il lupo e cappuccetto biondo (Fusco-Calfizzi)
- Tutta tua (Fusco-Calfizzi)
- Quanto si fesso (Fusco-Calfizzi-)
- Sono nata dispettosa (Fusco-Calfizzi-Apicella)
- Salvator mambo (Coppola-Calfizzi)
- Che delusion (le campanelle) (Coppola -Della Libera-Calfizzi)
- Mio caro Alvaro (Coppola-Calfizzi-Barbareschi)
- Non fare lo struzzo (Fusco-Calfizzi-Apicella)
- Ciack ciack (Fusco-De Rosa-Calfizzi)